# Yuzo Iwakami
Yuzo Iwakami (岩上 祐三 Iwakami Yūzō?, Koga, Ibaraki, 28 de julio de 1989) es un futbolista japonés que juega como centrocampista en el S. C. Sagamihara.

## Trayectoria

### Clubes
| Club                      | País  | Año       |
| ------------------------- | ----- | --------- |
| Shonan Bellmare           | Japón | 2011-2013 |
| Matsumoto Yamaga F. C.    | Japón | 2013-2015 |
| Omiya Ardija              | Japón | 2016-2017 |
| Matsumoto Yamaga F. C.    | Japón | 2018-2019 |
| Thespakusatsu Gunma       | Japón | 2020-     |
| S. C. Sagamihara (cedido) | Japón | 2023-     |